# Kapelica Srca Isusova u Vurnovcu
Kapelica Srca Isusova katolička je kapelica koja se nalazi u zagrebačkom naselju Vurnovec u gradskoj četvrti Sesvete. Sagrađena je 1936. godine. 

## Galerija
- Prednje pročelje kapelice
- Pogled na kapelicu s pristupne ceste
- Tabla na prednjem pročenju s informacijama o obnovi kapele u 2000. godini
- Informacije o uređenju kapele u 2009. godini